# 八木家住宅 (寝屋川市)
八木家住宅（やぎけじゅうたく）は、大阪府寝屋川市に所在する歴史的建築物。主屋などが国の登録有形文化財に登録されている。

## 概要

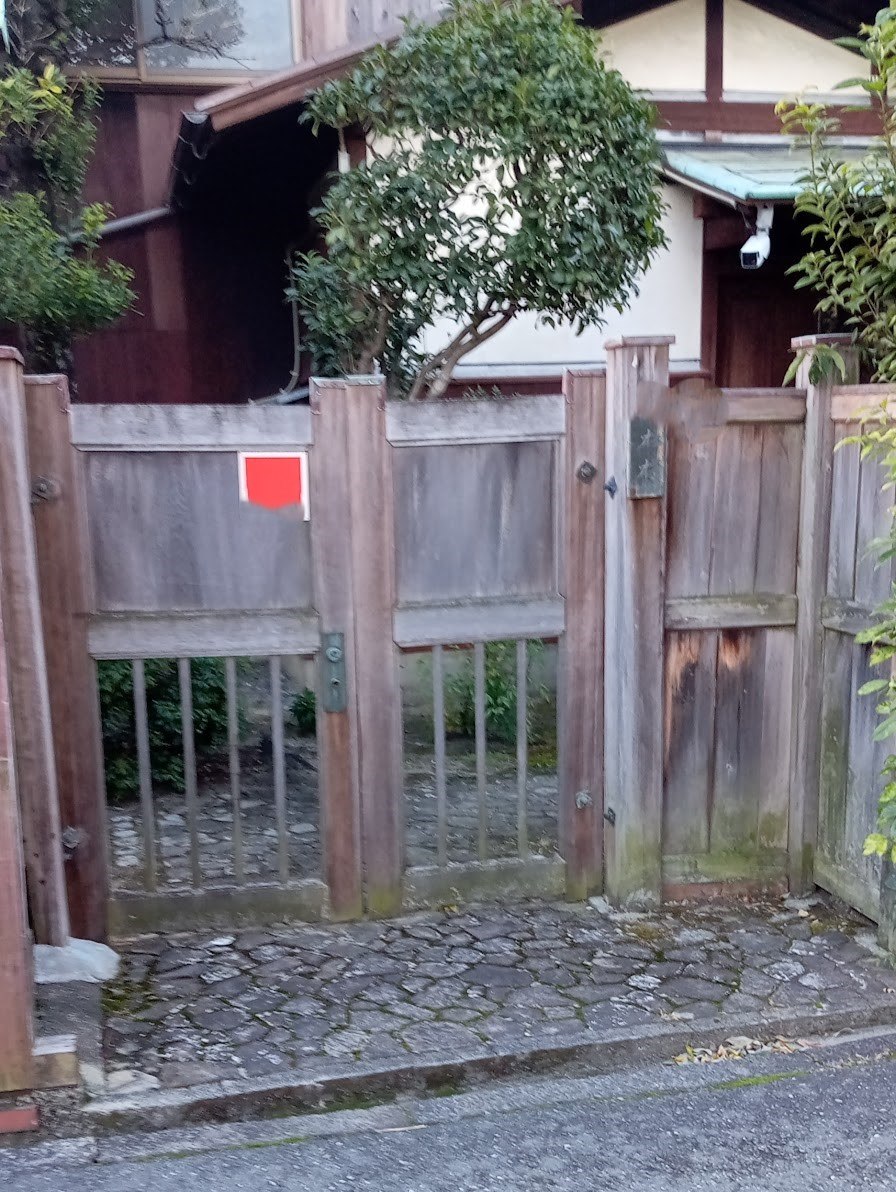
門
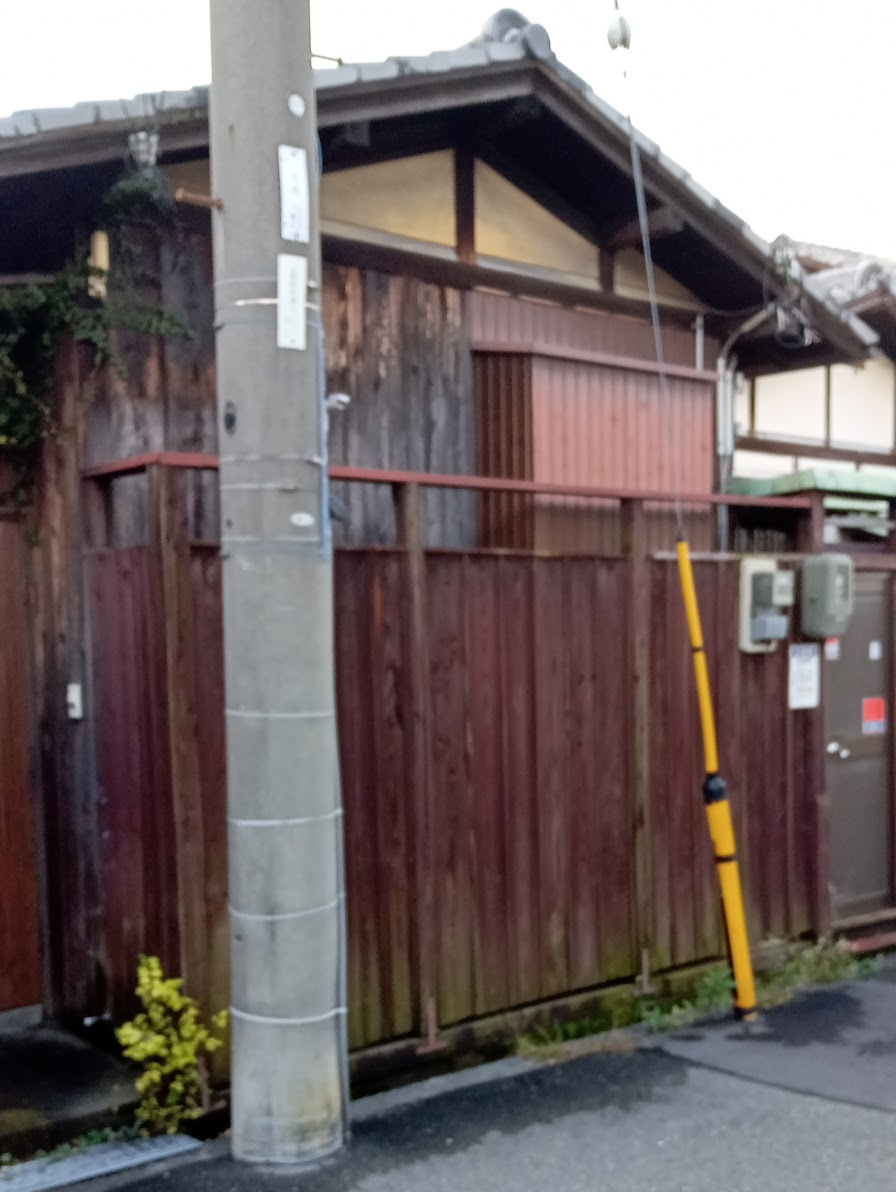
下男部屋

大阪で綿花・綿糸・絹織物業を商売とした八木市造と家族のために香里園に建てられた注文住宅。設計は藤井厚二、大工は酒徳金之助。2023年 (令和5年) 8月7日、以下が国の登録有形文化財となる。
主屋
1930年 (昭和5年) 建築。木造2階建、瓦葺き一部銅板葺き、建築面積193平方メートル。和風の要素を幾何学的な構成や椅子式の生活様式に合わせて再構成した意匠や、通気筒により空気の循環に配慮する。聴竹居を主とする構成。
住宅門及び塀
門は木造、銅板葺、間口2.0メートル。塀は木造、銅板葺、総延長22m。香里園にある屋敷北辺道路に面し、主屋正面に位置する表門と、道路沿い東に延びる板塀。門は木柱に扁平な兜巾金物を被せ、門扉は框戸で下半を竪格子として緩やかに内外を仕切る。塀は竪板壁、竹一本の欄間、銅板葺屋根とする。主屋と意匠を揃える近代和風。
蔵
土蔵造平屋建、瓦葺、建築面積10平方メートル。切妻造平入桟瓦葺の土蔵造平屋建。当初は下男部屋と一体で真壁造で、戦争に備えて防火構造に改修。出入口は鉄扉を吊り、舟底天井、背面窓一箇所開ける。抱合せの方杖の補強は、規模の割に念入りで戦時中の様相を伝える。
下男部屋
木造平屋建、瓦葺、建築面積13平方メートル。付属建物。お抱えの馬丁が寝泊まりした住居で、当初は蔵と一体。切妻造桟瓦葺、真壁造竪板張仕上。内部は四畳半押入便所付。南面出入口は馬屋に向けたもので、後年賃貸のために道路側に玄関を設けた。屋敷外郭を形成する。
- 門
- 下男部屋

## 交通アクセス
- 京阪本線香里園駅より徒歩3分。